# منتخب إندونيسيا لكرة القدم الشاطئية
منتخب إندونيسيا لكرة القدم (بالإنجليزية: Indonesia national beach soccer team)‏ ، هي المنتخب الوطني لكرة القدم الشاطئية في إندونيسيا ، شاركت ببطولة آسيا لكرة القدم الشاطئية عام 2011م ، والتي أحتلت المرتبة الحادي عشرة آسيوياً.

## وصلات خارجية
- Official Site PSSI
- Squad on Beach Soccer Worldwide